# Salix columbiana
Salix columbiana là một loài thực vật có hoa trong họ Liễu. Loài này được (Dorn) Argus mô tả khoa học đầu tiên năm 2007.